# Чириков, Григорий Осипович
Григорий Осипович Чириков (1882, с. Мстёра Вязниковского уезда Владимирской губернии — 5 мая 1936, Москва) — реставратор, иконописец, коллекционер.
Репрессирован по обвинению в участии в контрреволюционной организации, реабилитирован в 1959 году.

## Биография
Происходил из семьи потомственных крестьян-иконописцев. Обучался живописи у своего отца иконописца Осипа Чирикова и с 1897 года начал самостоятельную работу. После смерти отца вместе с братом Михаилом унаследовал иконописную мастерскую в Москве. Мастерская поставляла иконы для великого князя Сергея Александровича и Русского музея. Для собора Феодоровской иконы Божией Матери в Царском Селе мастерская Чириковых создала иконы в стиле XVII века.
С 1910 года эксперт по древней живописи Императорской археологической комиссии. Выполнял многочисленные реставрационные работы. Среди них:
- фрески Успенского собора Свияжского монастыря (1890-е годы);
- Тихвинская икона (1910 год);
- иконы собора Спаса Преображения на Бору (1911 год);
- Донская икона (1914 год);
- Икона Бориса и Глеба из Савво-Вишерского монастыря (1914 год);
- Державная икона (1917 год), написал три списка с иконы, судьба которых неизвестна;
- Владимирская икона (1918—1919 годы);
- Феодоровская икона (1919—1920 годы).

Занимался преподавательской деятельностью: выступал с рефератами по технике реставрации в ИМАО, в Церковно-археологическом отделении ОЛДПр, преподавал в школе-мастерской «Иконопись» в Москве (1915—16), на курсах музееведения (1919), во ВХУТЕМАСе (с 1924).
С 1918 года Григорий Чириков стал сотрудником Комиссии по сохранению и раскрытию памятников древнерусской живописи (с 1924 — Центральные государственные реставрационные мастерские). В 1918 году в Успенском соборе на Городке в Звенигороде обнаружил «Звенигородский чин» Андрея Рублёва.
В 1918—1919 годы по заданию Комиссии по раскрытию древней живописи в России вместе с И. И. Сусловым и В. А. Тюлиным раскрыл икону «Троица» преподобного Андрея Рублёва:
Среда, 14-го (27) ноября 1918 гг. Г. О. Чириков расчистил лик левого ангела. Часть левой щеки по краю, от брови до конца носа, оказалась утраченной и зачиненной. Чинка оставлена. Утрачена также вся прядь волос, ниспадающая с левой стороны, и зачинена. Часть контура, тонкого и волнистого, сохранилась. Чинка оставлена. Утрачена по краю часть волос вверху кудрявой куафюры и голубая лента среди кудрей над лбом. Волосы вверху головы зачинены частью в 1905 году, частью ранее; чинка оставлена (…) Вечером Г. О. Чириков, И. И. Суслов и В. А. Тюлин расчищали золотой фон иконы и нимбы ангелов. Золото в значительной степени утрачено, так же как и слухи ангелов, от которых осталась лишь графа. От киноварной надписи уцелели лишь части некоторых букв. На фоне, в отдельных местах, обнаружена новая шпаклевка.«Дневник реставрации».
Также в период работы в ЦГРМ один или в составе группы специалистов выполнил работы по раскрытию следующих икон:
- «Богоматерь Умиление» Толгская (Толгская Вторая) кон. XIII века (1919—20);
- «Архангел Михаил» ок. 1300 года (1919—26);
- «Илья пророк в пустыне, с житием и Деисисом» кон. XIII века (1920-е);
- «Благовещение Устюжское» 30—40-е гг. XII века (1920);
- «Богоматерь Оранта Великая Панагия» первая треть XIII века (1924—29);
- «Дмитрий Солунский» рубеж XII—XIII вв. (1924—28);
- «Богоматерь Толгская» (Толгская Первая) конец XIII века (1925);
- «Богоматерь с предстоящими Антонием и Феодосием» Печерская (Свенская) ок. 1288 (до 1927).

В 1926—1928 годы вместе с художником-реставратором Николаем Барановым сделал копию иконы Святой Троицы Андрея Рублева для международной реставрационной выставки икон 1929 года. Данная копия была помещена в иконостас Троицкого собора вместо оригинала, перевезённого в ГТГ в 1929 году.
В 1928 году Григория Чирикова арестовали, но вскоре он был отпущен. Был условно лишен на 3 года права проживать в шести крупнейших городах страны.
В 1929 году в составе группы специалистов ЦГРМ выполнял в Московском Кремле в церкви Чуда Архистратига Михаила Чудова монастыря работы по съемке фресок. 17 декабря составил акт, что реставраторы, придя утром на работу, «нашли храм взорванным и представляющим груду строительного мусора».
17 марта 1931 года был повторно арестован по обвинению в участии в контрреволюционной организации с участием сотрудников ЦГРМ и вредительстве. Постановлением ОГПУ от 2 августа 1931 года осужден на три года исправительно-трудовых лагерей. Был этапирован в Котлас.
Сведения об освобождении и месте жительства Г. О. Чирикова в 1934—1936 годы отсутствуют. Из записок И. Э. Грабаря известна дата смерти Григория Чирикова — 5 мая 1936 года. Место захоронения неизвестно.
Реабилитирован в 1959 году.